# Taylor Landing
Taylor Landing – miasto w Stanach Zjednoczonych, w stanie Teksas, w hrabstwie Jefferson.